# Villavante
Villavante es una localidad del municipio de Santa Marina del Rey, en la provincia de León,  Comunidad Autónoma de Castilla y León (España).
Perteneció a la antigua jurisdicción de Benavides de Orbigo.
Es una entidad local menor que se rige por el tradicional "concejo abierto".  Actualmente, la entidad la dirige una Junta Vecinal, cómo en casi la totalidad de los pueblos de la provincia de León.

## Situación
Villavante es una localidad situada en la comarca del Páramo Leonés, subcomarca "La Cerrajera".
Las localidades más cercanas son Acebes del Páramo al SO; San Pedro de Pegas al O; Villamor de Órbigo al NO; San Martín del Camino al NE y La Milla del Páramo al E.
Por su término local discurre de este a oeste el ferrocarril Palencia ~ La Coruña, ramal de León ~ Monforte de Lemos.
Asimismo, en el mismo sentido del ferrocarril y en paralelo por su parte Norte, se encuentra la autopista AP71, León~ Astorga.

## Transportes
Cuenta con un apeadero de ferrocarril que permite comunicarle con León, Astorga, Ponferrada o Valladolid.
Asimismo dispone de servicio de autobús, cubierto por la empresa ALSA, línea León ~ Alcoba de la Ribera, de lunes a viernes.
El transporte a la demanda es otro servicio de transporte público colectivo de viajeros al que se tiene acceso en Villavante y que es posible tomarlo para llegar a  Benavides de Orbigo y/o regresar da Villavante.

## Evolución demográfica
| 2000 | 2001 | 2002 | 2003 | 2004 | 2005 | 2006 | 2007 | 2008 | 2009 | 2010 | 2011 |
| 342  | 340  | 334  | 322  | 315  | 305  | 293  | 284  | 276  | 273  | 268  | 265  |